# NGC 5332
NGC 5332 ist eine Linsenförmige Galaxie vom Hubble-Typ E-S0 im Sternbild Bärenhüter. Sie ist schätzungsweise 301 Millionen Lichtjahre von der Milchstraße entfernt.
Sie wurde am 23. März 1887 von Lewis A. Swift entdeckt.